# Division badoise
La division badoise est une unité formée par les régiments de l'armée badoise. Comme les autres forces militaires des États du sud de l'Allemagne, elle est intégrée à la 3e armée allemande commandée par le prince héritier Frédéric de Prusse. Elle participe à la bataille de Reichshoffen (4 août 1870)  aux sièges de Strasbourg et de Belfort.

## Commandement
La division est commandée par le général prussien Gustav Friedrich von Beyer, ministre de la Guerre du Grand-duché de Bade ; son chef d'état-major est le lieutenant colonel de Leczezynski.
Il est conseillé pour les questions d'artillerie par le colonel de Freydorf, commandant le régiment d'artillerie de campagne et pour l'organisation du terrain par le major Wentz commandant la section des pionniers.

## Composition
La division comprend :
- une brigade d'infanterie
- une brigade mixte
- une brigade de cavalerie
- un corps d'artillerie divisionnaire.

| Unités        | Bataillons | Escadrons | Canons | Cie Génie |
| 1re brigade   | 7          | 0         | 0      | 0         |
| Brigade mixte | 6          | 4         | 24     | 0         |

## Sources
- Grand État-Major allemand : Der grosse Krieg  (8 volumes dont trois de cartes) Berlin, Mittler & Sohn, 1871/1873
- Grand État-Major allemand : Gefechts-Kalender des deutsch-französischen Krieges 1870-1871  Berlin, Mittler & Sohn, 1886